# Seanad Éireann
Ne doit pas être confondu avec Sénat d'Irlande du Nord.
Pour les autres articles nationaux ou selon les autres juridictions, voir Sénat.
27e Seanad Éireann
Leinster House
Le Seanad Éireann (prononcé en irlandais : /ˈʃan̪ˠəd̪ˠ ˈeːɾʲən̪ˠ/, litt. « Sénat de l'Irlande ») est la chambre haute de l'Oireachtas, ou Parlement de l'Irlande. À la différence du Dáil Éireann, l'Assemblée d'Irlande, le Seanad n'est pas élu au suffrage universel direct. Ses membres peuvent être soit élus selon différents modes d’élection, soit nommés par le Taoiseach, le chef du gouvernement du pays.
Elle est critiquée depuis 1928 en raison de sa complexité et sa représentativité.

## Composition
Le Sénat comprend 60 membres :
- 11 sont nommés par le Taoiseach ;
- 49 sont élus pour représenter divers groupes ou institutions :
  - 6 sénateurs sont élus par les diplômés de l'enseignement supérieur (anciennement uniquement ceux de l'Université nationale d'Irlande et du Trinity College, 3 chacun) ;
  - 43 sénateurs sont élus sur 5 listes socioprofessionnelles :

1. la culture, la langue nationale, la littérature, l'art et éducation (5) ;
2. l'agriculture et la pêche (11) ;
3. le travail (11) ;
4. l'industrie et le commerce (9) ;
5. l'administration publique et les services sociaux (7).

## Élections

### Catégories socioprofessionnelles
Avant chaque élection générale, 5 listes de candidats, correspondant aux 5 domaines socioprofessionnels reconnus par la Constitution, sont élaborées. Elles doivent comprendre des candidats ayant une connaissance et une expérience du domaine qu'ils seront amenés à représenter s'ils sont élus.
Chacune d'elles est composée de deux sous-listes :
- une comprend des candidats choisis par les parlementaires : chaque candidat doit être parrainé par 4 parlementaires au minimum ;
- une comprend des candidats désignés par des organisations corporatives inscrites sur un registre, actualisé annuellement par le secrétaire général du Seanad.

Conditions d'éligibilité :
- âge minimal de 21 ans ;
- nationalité irlandaise ;
- faillite non réhabilitée ;
- santé mentale ;
- non-condamnation à certaines peines ;
- capacité à représenter leur secteur socioprofessionnel.

Le collège électoral est formé des :
- membres de la chambre basse nouvellement élue ;
- membres sortants du Sénat ;
- membres des conseils de comté et de bourg-comté.

Le scrutin est proportionnel, selon le système du vote unique transférable.
Chaque grand électeur possède 5 voix, une pour un seul candidat de chaque liste socioprofessionnelle.
Le nombre d'élus par liste est :
- 5 sur la liste Culture et éducation (minimum 2 par chaque sous-liste) ;
- 11 sur la liste Agriculture et pêche (minimum 4 par sous-liste) ;
- 11 sur la liste Travail (minimum 4 par sous-liste) ;
- 9 sur la liste Commerce et industrie (minimum 3 par sous-liste) ;
- 7 sur la liste Administration (minimum 3 par sous-liste).

### Monde universitaire
Deux circonscriptions électorales existent :
- l'université nationale d'Irlande (3 élus) ;
- l'université de Dublin (3 élus).

Collège électoral : les citoyens irlandais âgés de 18 ans au moins et diplômés dans chaque université.
Conditions d'éligibilité :
- être désigné par 2 personnes inscrites sur la liste électorale ;
- recevoir le soutien de 8 autres électeurs.

Le mode de scrutin est de type proportionnel, selon le système du vote unique transférable.

### Caractéristiques du mandat
La durée du mandat est identique à celle de la Chambre basse, soit tous les cinq ans, sauf cas de dissolution.
En cas de vacance d'un siège, en cours de législature, le Premier ministre désigne un remplaçant (s'il s'agissait d'un sénateur nommé) ou il est procédé à des élections partielles (s'il s'agissait d'un sénateur élu).
Les fonctions suivantes sont incompatibles avec le mandat de sénateur :
- Président de la République ;
- Contrôleur général ;
- juge ;
- député ;
- fonctionnaire ;
- militaire.

## Projet de suppression
Dans son programme de gouvernement pour les élections législatives de 2011, la coalition regroupant le Fine Gael et le Parti travailliste propose une réforme constitutionnelle et notamment la suppression du Sénat. Le projet est examiné par les deux chambres du Parlement à partir de juin et fait l'objet d'un référendum le 4 octobre 2013. Contre toute attente, les électeurs rejettent la proposition par 51,7 % contre 48,3 %. Trompé par les sondages qui prédisaient une abolition de la Chambre haute, la réforme du Seanad Éireann est en bonne voie. L’adoption d’une Court of Appeal a également été plébiscitée par les Irlandais à plus de 65 %. Enfin l’abstention reste la grande gagnante avec une participation qui ne dépasse pas les 40 %.